# Leo Nucci
Pour les articles homonymes, voir Nucci.
Leo Nucci est un baryton italien, né à Castiglione dei Pepoli (province de Bologne) le 16 avril 1942. 

## Biographie
Leo Nucci étudie le chant avec Mario Bigazzi et Giuseppe Marchesi à Bologne, puis se perfectionne avec Ottavio Bizzarri à Milan.
Après ses débuts en 1967 au Théâtre expérimental de Spolète, ou il remporte le concours du Festival dei due mondi, dans le rôle de Figaro qui deviendra son rôle fétiche, il effectue ses vrais débuts dans le même rôle en 1977 à la Scala de Milan. Dès 1978, il est appelé par le Covent Garden de Londres pour Luisa Miller. Ce premier rôle verdien inaugure une longue série, Leo Nucci s'affirmant comme le plus grand baryton verdien de la fin du XXe siècle et du début du XXIe siècle.
Il chante plus de 150 fois à la Scala de Milan. Après ses débuts au Metropolitan Opera de New York en 1980, dans Un ballo in maschera de Verdi, il revient très souvent sur la première scène mondiale. Il est nommé Kammersänger de l'opéra d'État de Vienne et ambassadeur de l'UNICEF. 
Leo Nucci est engagé dans de nombreuses actions caritatives. Il est marié avec la soprano Adriana Anelli, qui lui a donné une fille du nom de Cinzia.
En 2015, il reçoit la Médaille d'or du mérite des beaux-arts, décernée par le Ministère de l'Éducation, de la Culture et des Sports.

## Carrière
Sa carrière le conduit en France, aux États-Unis et en Italie. Il chante à l'opéra de Marseille dans Rigoletto en 1983 pour la première fois, Gérard (Andrea Chénier), le marquis de Posa (Don Carlo), Nabucco, le comte de Luna (Il trovatore), Figaro (Le Barbier de Séville) ou Macbeth. À Paris, il chante dans Un ballo in maschera et dans Rigoletto.
Rigoletto reste son plus grand rôle qu'il a chanté plus de quatre cent quarante fois.
Le 21 janvier 1987 il triomphe dans le rôle du Comte De Luna dans le Trouvère de Verdi aux côtés de Margarita Castro-Alberty à l'opéra de Marseille où il chante régulièrement.
Le 6 juin 2003, le baryton excellait durant le troisième Herbert von Karajan concert commémoratif au Théâtre d'Ulm, sous la baguette de chef d'orchestre James Allen Gähres. Aux côtés des chanteuses Stella Grigorian et Vera Schoenberg, il a chanté des airs d'opéra italiens ainsi que des duos.
Le 17 mars 2011, à l'âge de 69 ans, il tient le rôle-titre dans Nabucco, dirigé par Riccardo Muti au Teatro dell'Opera di Roma, à l'occasion du 150e anniversaire de l'Unité italienne.
La représentation est retransmise par la chaîne de télévision franco-allemande de service public Arte.
En juillet/août 2011, il tient le rôle de Rigoletto lors de la quarantième édition des nouvelles Chorégies d'Orange. Lors de la dernière représentation, aux côtés de Patrizia Ciofi, il trisse le fameux air de La vendetta, comme il l'avait fait à Marseille en 1983. De nouveau invité avec Patrizia Ciofi pour un concert lyrique le 5 août 2013, l'air est de nouveau trissé.
Le 30 novembre 2011, il donne pour la première fois, à Paris, un cours de maître (masterclasse) au Théâtre du Châtelet.
En août 2012, il est, avec la soprano Inva Mula, l'une des deux « têtes d'affiche » du 63e Festival d'été de Dubrovnik.
En janvier 2016 il tient à nouveau le rôle de Rigoletto à La Scala de Milan, avec Nadine Sierra dans le rôle de Gilda.
Le 8 juillet 2017, il chante Rigoletto au théâtre antique d'Orange dans le cadre des Chorégies, avec Nadine Sierra dans le rôle de Gilda.
Le 27 juillet 2017, il chante à nouveau Rigoletto aux Arènes de Vérone, avec Jessica Nuccio dans le rôle de Gilda où encore une fois il bisse l'air de la "vendetta" sous une ovation monstre.

## Discographie
Sa discographie comprend de nombreuses intégrales avec les plus grands chefs (Herbert von Karajan, Georg Solti, Carlo Maria Giulini, Riccardo Muti, Claudio Abbado, Lorin Maazel, Riccardo Chailly, James Levine, Zubin Mehta, Giuseppe Patanè). Il a aussi participé à deux films opéra, Macbeth de Claude d'Anna, présenté au Festival de Cannes en 1987, avec Shirley Verrett et Il barbiere di Siviglia. 

## Style
La voix de Leo Nucci se caractérise par un grand sens du legato et un large ambitus, avec des aigus tonitruants. Il incarne en Italie un chant populaire généreux. La voix devient, sur les dernières années, de plus en plus généreuse avec des aigus toujours faciles, mais le sens dramatique de Leo Nucci atteint un paroxysme brillant comme en témoigne son interprétation de Miller dans l'opéra de Verdi à Parme en 2008.